# Sidonie Werner
Pour les articles homonymes, voir Werner.
Sidonie Werner, née le 16 mars 1860 à Posen (actuelle Poznań, en Pologne ; alors dans le royaume de Prusse) et  morte le 27 décembre 1932 à Hambourg, est une féministe juive du début du XXe siècle, cofondatrice de la Ligue des femmes juives (Jüdischer Frauenbund, JFB), qui a aussi œuvré dans le domaine social.

## Biographie
Issue d'une famille d'érudits respectée, elle a étudié l'école normale avant d'enseigner comme institutrice à Altona et à Hambourg jusqu'à sa retraite. 
En 1893, elle a été l'une des fondatrices de la ligue des femmes juives. Jusqu'en 1908, elle est vice-présidente de l'association, puis présidente, fonction qu'elle a occupée jusqu'à sa mort en 1932. Dans cette organisation, Sidonie Werner a principalement oeuvré pour améliorer la situation des femmes et des jeunes filles qui travaillent, améliorer les possibilités de formation pour les jeunes filles et les femmes juives et lutter contre la traite des jeunes filles, en particulier celles originaires d'Europe de l'Est.
Sidonie Werner est en particulier fermement opposée à l'idée selon laquelle la traite des jeunes filles pourrait être évitée si chaque jeune fille juive reçoit une dot : elle considère que cette vision une dévalorise le sexe féminin et estime que la meilleure dot pour les femmes juives est et reste leur formation professionnelle.
Elle est aussi à l'origine de structures d'accueils pour les déshérités dont le Foyer de Neu-isenbourg (de) qui a accueilli des jeunes filles jusqu'en 1938 et le sanatorium pour enfants de Wyk auf Föhr.
À partir de 1917, elle fait partie du conseil d'administration de la Zentralwohlfahrtsstelle der Juden in Deutschland (de). En 1919, elle est sur la liste du Deutsche Demokratische Partei pour les élections municipales et organise en 1929 la Conférence mondiale des femmes juives à Hambourg. Sidonie Werner est décédée un mois avant la fin de la République de Weimar. Elle est enterrée au cimetière juif du quartier d'Ohlsdorf à Hambourg.

## Hommages
En 2021, le moteur de recherche Google lui a rendu hommage en créant un « Doodle » sur sa page d'accueil, à l'occasion du 161e anniversaire de sa naissance.

### Source
- (de) Cet article est partiellement ou en totalité issu de l’article de Wikipédia en allemand intitulé « Sidonie Werner » (voir la liste des auteurs).